# NGC 7212
NGC 7212 is een spiraalvormig sterrenstelsel in het sterrenbeeld Pegasus. Het hemelobject werd op 2 oktober 1886 ontdekt door de Amerikaanse astronoom Lewis A. Swift.

## Synoniemen
- UGC 11910
- MCG 2-56-11
- ZWG 428.32
- IRAS 22045+0959
- PGC 68065